# Новиков, Василий Петрович
Василий Петрович Новиков (1924—1998) — политработник советских Вооружённых Сил, участник Великой Отечественной войны, генерал-полковник (10.02.1981).

## Биография
Родился в деревне Дмитриево в крестьянской семье.
В 1942 году добровольцем вступил в Красную Армию и был направлен на передовую. После участия в нескольких боях был откомандирован на учёбу в военное училище. В 1943 году окончил 1-е Московское пулемётное училище. Свой первый бой в должности командира пулемётного взвода принял на реке Северский Донец. С 1944 года — командир роты гвардейского стрелкового полка. Несколько раз был тяжело ранен. С 1944 года — помощник начальника отдела кадров стрелкового корпуса, в этой должности встретил Победу.
В 1945—1947 год обучался на курсах «Выстрел». В 1947—1949 годы — командир взвода курсантов Черновицкого пехотного училища. В 1949 году окончил курсы усовершенствования преподавателей педагогики и психологии, был назначен преподавателем, затем старшим инструктором по организационно-партийной работе в политотделе Черновицкого пехотного училища.
С 1954 года обучался в Военно-политической академии имени В. И. Ленина, которую с золотой медалью окончил в 1957 году. Служил заместителем командира мотострелкового полка по политической части, с 1959 года — заместителем начальника политотдела мотострелковой дивизии, с 1960 года — начальником политотдела 97-й Гвардейской Полтавской мотострелковой дивизии.
С 1967 года служил в Группе Советских войск в Германии: заместитель начальника политотдела общевойсковой армии, первый заместитель начальника политотдела танковой армии.
С 1970 года — начальник Львовского высшего военно-политического училища. В феврале 1972 года присвоено воинское звание «генерал-майор». В 1975 году Львовское ВВПУ было награждено орденом Красной Звезды.
С 1974 года — 1-й заместитель, с 1975 года — начальник политуправления — член военного совета Ленинградского военного округа. В феврале 1976 года присвоено воинское звание «генерал-лейтенант». С 1979 года — член военного совета — начальник политуправления Дальневосточного военного округа; неоднократно поощрялся руководством государства вместе с командующим войсками ДВО генералом армии И. М. Третьяком. В 1981 году присвоено воинское звание «генерал-полковник». В 1983—1985 годах — член военного совета — начальник политуправления Прибалтийского военного округа.
В 1985—1990 годы — заместитель начальника гражданской обороны СССР по политической части. Вместе с генералом армии В. Л. Говоровым и генерал-полковником В. К. Пикаловым участвовал в ликвидации последствий аварии на Чернобыльской АЭС.
В 1990 году уволен в отставку.
Избирался депутатом Верховного Совета РСФСР и Латвийской ССР.
Умер в 1998 году. Похоронен на Троекуровском кладбище Москвы.
Семья
Жена — Татьяна Никифоровна Новикова. Скончалась 3 марта 2019 года. Дети:
- Геннадий — полковник запаса,
- Игорь — полковник запаса.

## Труды
Автор ряда статей, посвящённых воинскому воспитанию, пропаганде традиций Советских Вооружённых Сил.
- Партией призванные. (О Львовском высшем военно-политическом училище) / Под общей редакцией В. П. Новикова. — ЛВВПУ, 1974.
- Новиков В. П. Воспитание на традициях. — М.: Воениздат, 1979.

## Награды
- 2 ордена Красной Звезды
- Орден Трудового Красного Знамени
- Орден Октябрьской Революции
- Орден «За службу Родине в Вооружённых Силах СССР» III степени
- Орден Отечественной войны I степени
- Медали.